# 横浜・八景島シーパラダイス
横浜・八景島シーパラダイス（よこはまはっけいじまシーパラダイス）は、神奈川県横浜市金沢区八景島にある水族館・遊園地・ショッピングモール・ホテル・マリーナなどで構成した複合型海洋レジャー施設である。

## 概略
1988年3月、西武不動産やプリンスホテルなど西武鉄道グループを中心とする九社により事業開始。横浜市が人工島である八景島を造成し、一部を株式会社横浜八景島に貸し付けて、1993年5月8日より営業を開始する。
八景島の総面積は239,776.68 m²（約24 ha）である。内、株式会社横浜八景島への貸し付け面積は76,385.69m²である。
水族館本館であるアクアミュージアム、イルカの展示を中心とした別館であるドルフィンファンタジー、展示されている動物を間近で観察することを特徴とする展示エリアであるふれあいラグーン、乗り物施設であるプレジャーランドなどから成る。
マスコットキャラクターはシーパラシー太である。アクアミュージアムに実在するホッキョクグマであるユキ丸（雄）とユキヒメ（雌）をモデルとしたキャラクターも知られている。
2011年のThemed Entertainment Association発表資料に拠れば、年間利用者数3,820,000人。
八景島そのものは横浜市が管理する公園のため、入島自体は無料である。一方で、シーパラダイスを運営する株式会社横浜八景島は西武グループ傘下の民間企業であり、施設への入館やアトラクション利用時には料金が発生する。

## アクアリゾーツ

### アクアミュージアム

#### 「海の生き物たちのすべてがわかる　～五体感ラボ～」
ピラミッドのような外観の大規模水族館である。フロアは5階まであり、1、3、4階は展示、5階はLABO11「海の源・豊かな森にくらす魚たち」（後述）とアクアシアター（後述）から成る。2階は一般立ち入り禁止となっている。
2010年10月5日からジンベエザメの一般公開が始まった。東日本では初のジンベエザメ飼育展示施設であった。（現在は死亡したため展示はない）。
延床面積 18,000m²、総水量 12,000t （野外水槽を含む） 
- LABO1 「はじまりの海」
- LABO2 「海の宝石　シェルリウム」
- LABO3 「海で進化した動物たち」
- LABO4 「氷の海にくらす動物たち」
- LABO5 「大海原に生きる群れと輝きの魚たち」
- LABO6 「太陽の恵みをうける海と生きものたち」
- LABO7「未知なる海底谷 深海リウム」
- LABO8「夜の海に潜む魅惑の魚たち」
- LABO9「くらげりうむ」
- LABO10「サンゴ礁を彩る群れの魚たち」
- LABO11「フォレストリウム」
- LABO11「海の源・豊かな森にくらす魚たち」
- アクアスタジアム
  - 「生態ショープール」 （野外水槽、水量3,503t）
  - 「研究プール1」 （野外水槽、水量1,221t）
  - 「研究プール2」 （野外水槽、水量588t）
  - 「繁殖プール」 （野外水槽、水量235t）
  - 「治療プール」 （野外水槽、水量74t）
- 海の映像館・アクアシアター（720インチデジタルハイビジョンシアター130席）

### ドルフィンファンタジー

#### 「イルカたちが届ける夢と癒しの世界」
2004年7月16日にオープンしたイルカの展示を中心とした水族館。トンネル状の水槽と円筒型の水槽で構成され、総水量は1,120tである。
- 「アーチ水槽」 （水量742t）
- 「円柱水槽」 （水量378t）

### ふれあいラグーン

#### 「海の生きものたちとのふれあい」
2007年7月27日にオープンした。展示されている鯨類を間近で観察できるように水槽の縁が低く設計されている。
そのため、イルカやクジラが予期せぬジャンプをした際に水しぶきがかかることがある。
- 総水量3,700t
- 場所は「ホテル シーパラダイスイン」の前（島内周遊バスのバス停あり）
- コンセプトは「Open Aquarium」
- ホエールオーシャン・鯨類ゾーン（シロイルカ、コビレゴンドウ、ハンドウイルカ）
- ヒレアシビーチ・鰭足ゾーン（セイウチ、ゴマフアザラシ、オタリア、ケープペンギン）
- サカナリーフ・魚類ゾーン（東京湾に生息する魚類、棘皮類、軟体動物類など）

### うみファーム

#### 「“海育”をコンセプトにした水族館」
2013年3月8日にオープンした。いけすの魚や海草の観察などを通じて海を学ぶ「海育（うみいく）」をテーマにした施設。
- 総面積約7,300m²
- 場所は「セントラルベイ」（海上）
- コンセプトは海や生きものたちを「育てる」「獲る」「食べる」ことを通じて、海の環境を身近に感じ考える「海育（うみいく）」。
- 「食育ゾーン」と「オーシャンラボ」の2つ。

#### 「食育ゾーン」
釣りや食べることを通じて海を知るエリア。
- 「フィッシングスクエア」手ぶらで釣りを楽しめる。（別途料金）季節によって釣れる魚が変わる。釣った魚は全て食べなくてはならない。
- 釣った後は施設内の「からっとキッチン」または「Seafood & Grill YAKIYA」で調理を依頼する。（別途料金）

#### 「オーシャンラボ」
海中の環境を観察できるエリア。
- 「海そうデッキ」様々な種類の海そうを引上げて観察できる。
- 「サブマリンリサーチ」四季を通じて変化する自然の海の様子や魚しょう、海そうに集まる生きものの生態を海中から観察できる。

## プレジャーランド（遊園地）
「1日中楽しめる海の遊園地」がコンセプト。島内のあちこちに設置されており、海をモチーフにしたものが多い。2021年4月27日より、既存のアトラクション2機種にとしまえんから移設されたアトラクション2機種を加え、シーパラシー太が子ども時代に描いた夢の島「しーたのドリームアイランド」という新エリアが開業した。

### 身長制限が「120cm以上」のアトラクション
サーフコースター リヴァイアサン
日本初の一部海上走行ローラーコースター。2014年3月15日より新車両「BLADE（ブレイド）」の導入、コース上に演出の追加などが施され、海の魔物「リヴァイアサン」を倒すというストーリーが設定されてリニューアルオープンした。
途中、ウォーターキャノンでの水柱演出やプラットフォーム上のBGM、アナウンス、ホーム上のイルミネーションなど一式リニューアルされた。
65歳以上は利用不可。
マリンカート ファンタジア
2020年8月10日に登場した、ゲーム要素のある全天候型カートアトラクション。5色の2人乗りカートがあり、乗り込んだカートと同じ色のスターフィッシュ（ヒトデ）を集めていく。違う色のスターフィッシュを取るとそのスターフィッシュと同じ色のカートに得点が入る。
身長140cm未満は18歳以上の保護者の同伴が必要となっている。また、カート1台に対して体重が150kg以上ある場合は利用不可。

### 身長制限が「110cm以上」のアトラクション
アクアライドII〜宝探しの大冒険〜
チューブ型ボートによる激流川下り。2009年7月4日に前作「アクアライド」よりリニューアルオープン。新たに海賊の攻撃や髑髏の滝などの海賊をメインとした演出が追加されている。
このアトラクションでは「身長110cm以上」もしくは「年齢5歳以上」のどちらかの条件を満たしていれば利用可能となっている。
バイキング
最大65度に傾斜する海賊船。2021年4月27日より新エリア「しーたのドリームアイランド」のアトラクションとしてデザインが変更された。

### 身長制限が「95cm以上」のアトラクション
フライトイーグル
2021年4月27日開業。2人乗りの鷲を象ったライドに乗り、地上10メートルの高さで周回するタワー型アトラクション。元々としまえんにあった「ミニイーグル」を移設したもの。
身長110cm未満は18歳以上の同伴者が必要となっている。
バタフライダー
2021年4月27日、新エリア「しーたのドリームアイランド」のアトラクションとして開業。蝶の形をしたライドに乗り、ペダルを漕ぐと上昇する。としまえんにあった同名アトラクションを移設。
身長110cm未満は18歳以上の同伴者が必要となっている。また、大人（中学生以上）同士での2人乗りは出来ない。

### 身長制限がないアトラクション
年齢や他に制限あり。各アトラクションによって変わる。
青空クライミング ROCKNROCK（ロックンロック）
屋外のスポーツクライミングアトラクション。高さは約6m、約8m、約10mの3種類があり、7分間の入れ替え制。
専門のスタッフもおり、貸し出し用グッズも多いため手ぶらでも楽しめる。
4歳から利用可（小学生未満は18歳以上の同伴者が必要）。
体重20kg未満、110kg以上利用不可。
巨大立体迷路 デッ海（デッカイ）
2017年7月13日開業。知恵と体力、信頼が試される巨大立体迷路。総床面積1176.48平方メートル、コース内の仕掛けは100を超える。コースは「知力コース」「ファミリーコース」「体力コース」の3種類。スタンプラリーの要素もある。
2019年7月12日にはルートの変更や仕掛けが増えリニューアルオープンした。それに伴いコース名も「ミステリーコース」「ファンタジーコース」「アドベンチャーコース」に変更された。なお、「アドベンチャーコース」は事故があった為にコースの一部が変更された。
「ミステリーコース」「ファンタジーコース」は3歳から利用可（小学生未満は18歳以上の同伴者が必要）。
「アドベンチャーコース」は小学生以上利用可（小学生未満は同伴者がいても利用不可）。体重120kg以上利用不可。
当初は各種パスが利用出来ず別途料金がかかっていたが、2020年4月1日より各種パスで利用可能となった。
シーボート
「うみファーム」横にある自然の海を走行できるボート型アトラクション。得点システムも搭載されている。
3歳から利用可（10歳未満は18歳以上の同伴者が必要）。
シーパラダイスタワー
高さ90mの360度パノラマ回転展望台。
リニューアルにより背面に鏡が設置され、キャビンの外装が青色から黒色に変わった。
メリーゴーラウンド
馬車、木馬がすべて手作りの回転木馬。一番外側の木馬は上下に動かない仕組みになっている。
バブルシューティング
2021年4月27日より新エリア「しーたのドリームアイランド」のアトラクションとして開業。乗り物に付けられた水鉄砲を使い、シャボン玉をモチーフにした的を打つアトラクション。
元々としまえんにあった「スナッピー」を移設し、デザインを変更したもの。
身長110cm未満は18歳以上の同伴者が必要となっている。
レッドバロン
子供向け飛行機型回転遊具。上下動操作可能。機関銃（音と光のみ）付き。2021年4月27日より新エリア「しーたのドリームアイランド」のアトラクションとしてデザインが変更された。
シートレイン
2012年4月21日に登場。メリーゴーラウンド～アクアミュージアム間を運行するロードトレイン。
現在は土日祝日のみ運行。季節によってはルートが変わる。
島内周遊バス
シーサイドラインの八景島駅近くから島内を一周する周遊バス。新型車両が導入された。
遊覧船パラダイスクルーズ
ミニクルーズ。八景島の周りを3/4周する。八景島さん橋と西浜さん橋を行き来している。（西浜桟橋改修の為八景島桟橋のみでの運営）
その日の気象・海象により運航ルートが変わる。リニューアルにより海賊船テイストが追加された。

### 別途料金がかかるアトラクション
※一部、島内で購入したチケットにより無料または料金割引あり
あそべんちゃあ
全天候型遊具エリアとして、ゲームセンター「カーニバルハウス」内にオープン。
7か月から9歳までの子供が遊ぶことができる。（20歳以上の付き添い必須）
巨大遊具や、プロジェクション、的あてやトランポリンなど様々な遊具が存在する。
2021年4月27よりカーニバルハウス1階全面が当施設となり、新たな遊具が増えリニューアルオープンした。
ウエスタンゲームハウス
ベイマーケットC棟2階にあるアーケードゲームコーナー。としまえんにあった「カーニバルタウン」を移設し、2021年4月27日より開業した。
宝石探し
20種類以上ある大小さまざまな宝石を砂の中から探し出し、宝石はワークショップでアクセサリーにすることもできる。（別途料金）

### ゲームセンター
カーニバルハウス
UFOキャッチャーや体感ゲーム、プリクラ、メダルゲーム、パチンコ・パチスロ等がそろった屋内型ゲームセンター。シーパラ限定プリクラも稼動中。
カーニバルハウスにしかない限定景品が存在する。元々はSEGAが運営していたが、SEGAの撤退により株式会社横浜八景島が継承し、プレジャーランドの施設としてリニューアルした（風俗営業等の規制及び業務の適正化等に関する法律（風営法）が適用されている）。

### 既に営業が終了したアトラクション
ブルーフォール
地上107mから垂直落下するフリーフォール型マシン。開業当初は高さ、落下速度共に世界一のドロップ・タワーだった。2019年夏から営業を休止し機械点検及び調査をしていたが、再開することなく2020年3月31日営業終了。
また2020年11月より解体工事が行われており、2021年1月21日に土台を残して完全解体された。跡地にはフライトイーグルが2021年4月27日に開業し、土台部分が再活用されている。
サーフコースター
日本初の一部海上走行ローラーコースター。2014年3月15日に新車両を導入し「サーフコースター リヴァイアサン」にリニューアルされた。
ウォーターシュート
12人乗りのボートが緩斜面（傾斜角度12度、全長70m）を滑走し着水する。船首に立った船頭が着水時にジャンプするというパフォーマンス付き。
西武園ゆうえんちを経て移設されてきたが、稼働率の低さなどのため2005年11月6日をもって営業終了。
2010年に、水の演出を加え後述の「スプラッシュート」としてリニューアルオープンした。
スプラッシュート
2005年に営業終了したウォーターシュートのリニューアルとして2010年7月17日開業。船頭によるジャンプのパフォーマンスが廃止された代わりに、高さ5メートルの水柱やミストなどの水の演出が用意されている。発車前に行うルーレットにより、かかる水の量が変化する。
開業当初は身長110cm以上で利用可能だったが、2013年11月30日より120cm以上に引き上げられた。2019年3月31日営業終了（その後施設自体解体され、池の部分のみ残されている）。
アクアライド
チューブ型ボートによる激流下り型のアトラクション。「アクアライドII〜宝探しの大冒険〜」へリニューアルの為2009年6月30日に一時営業終了、2009年7月4日に再オープンした。
ドルフィンコースター
4人乗りのミニコースター。2005年11月6日営業終了。
オクトパス
予測不能な動きを楽しめたタコ型回転遊具。2020年3月31日営業終了（その後は解体され更地になっている）。
ドランケン・バレル
樽型コーヒーカップ。土台が最大15度まで傾斜する。2021年1月24日営業終了。跡地にバタフライダーが同年4月27日に開業。
ピーターパン
ミュージックエキスプレス型回転遊具。オープン当時はピーターパンとフック船長の人形が設置されていた。
人形が撤去された後に中央の海賊船の丸窓の一つにピーターパンが中から窓を除いている影が描かれた。
2021年1月24日営業終了。跡地にはバブルシューティングが同年4月27日に開業。
キッズアドベンチャー
お子様向けの汽車を模した乗り物やフワフワなど。2007年3月17日よりキッズパイレーツとしてリニューアル（現在営業終了）。
天国と地獄
天国は宝探し、地獄はお化け屋敷という2タイプのアトラクション。2007年3月17日より黄金の宝探しと海賊伝説・呪われた骸骨島としてリニューアル。(現在営業終了）
黄金の宝探し、海賊伝説・呪われた骸骨島
屋内を歩行する形式のアトラクション。「天国と地獄」に再改名してリニューアル（後述）。
シーパラウォークラリー「シーパラ探偵団」
島内を歩き回りシー太君の友達「ペンペン」を探し出す。(現在終了）
キッズパイレーツ
幼児向けの汽車を模した乗り物やフワフワなど。わくわくキッズパークにリニューアル。（現在営業終了）
わくわくキッズパーク
幼児向けの「ふわふわスライダー」「おもしろキッズカー」など、飛んだりはねたりするアトラクションが多数あったが、2009年1月12日をもって営業終了。
ミニエキスプレス
幼児向けの汽車系アトラクションだったが2009年1月12日をもって営業終了。
天国と地獄
天国はそのまま維持されているが、地獄の「呪いの魔法陣」は2010年3月13日から「LAST PANIC」としてリニューアルされた。（現在営業終了）
シーボー
ウォーターシュート後の池で営業。自身でエンジン付きボートを操作するアトラクションだったが、2010年5月30日をもって営業終了。
黄金の宝探し、LAST PANIC
演出の変更などがあり2011年3月12日より黄金の宝探しは「キラキラ島の宝さがし」に、LAST PANICは「病院マニア」にリニューアルされた。（東日本大震災の影響によりリニューアル期間が多少順延された。現在営業終了）
氷の国
氷でできた家。入口で指定された問題の答えを見つけると景品がもらえる。台風により破損し営業終了。
病院マニア、キラキラ島の宝探し
ウォークスルー形式のアトラクション。「病院マニア」はその名の通り「病院」を舞台にしたホラーハウス。週末はライブアクターによる演出が「怖い」と「あまり怖くない」の2種類から選べる「怖さの選べるホラーハウス」。「黄金島の宝探し」は宝箱を開けるための木板のかけらを探すというもの。営業終了。
Triple 3 Mission（全て2020年に営業終了）
- レーザーミッション～スパイの罠～

館内を飛び交うレーザーをかいくぐって、目標物を目指すウォークスルー型アトラクション。
- スピードキング

ランダムに光る壁のボタンを60秒以内に沢山押す。ボタンを多く押すほど高得点が取れる。
子供から大人まで隔てなく、全身を使って楽しめる体感型アトラクション。
- ミラージュ

3Dメガネを利用して新感覚の体感型デジタルアトラクション。
ミラーメイズ
鏡を使用した迷路。開始前に測った重さと同じ重さの袋を持ち帰ると景品が獲得できる。2020年に営業終了。
シーパラキッズタウン
子供向けの乗り物を集めたゾーン。島内に3箇所ある（ドライブゾーン・キャラクターゾーン・トレインゾーン）。
島内には乗り物などは存在するが、「シーパラキッズタウン」としての営業は終了。

## レストランプラザ
- Seafood ＆ Grill YAKIYA
- ハワイアンカフェ &レストラン「メレンゲ」

- バイキングレストラン「ラ・タラフク」
- 海上レストラン「パーマーストン」
- 世界の料理「CLASSIC（クラシック）」
- 手作りイタリア料理「マンジャーレ」
- 海鮮丼、穴子丼、ご当地グルメ「シーストーリー」

## ベイマーケット
- レストラン・喫茶・軽食
  - ソフトクリーム「リトルダーリン」
  - マグロ問屋直営海鮮ファミレス「潮騒料理　哉介」
  - 厳選された牛乳「東毛酪農63℃」
- ショップ
  - シーパラオリジナル「ジンベエ SHOP」
  - アクセサリー「デルフィス」
  - ファンシー雑貨「シェルガーデン」
  - ピンクイルカマーク「ミハマビーチガール」
  - キッズウェア・アクセサリー「エムワイキャビン」
  - シーパラオリジナルキャラクター「フレッシュルース」
  - 名物イルタン焼き、八景島みやげ「シーパラダイス食品館」
  - シロイルカとコツメカワウソをメインとした土産品「みやげ処 小福」
  - ぬいぐるみ「ビッグウェーブ」
  - 癒し系キャラクター「プクプクアイランド」
  - アジアン雑貨「Banana Moon」
  - 雑貨「オーシャンクラブ」
  - ぬいぐるみ「YY SHOP」
  - 366日アニバーサリー「MIRAI館」
  - ハワイアン雑貨「LAHAINA CREWS」
  - バラエティー＆キャラクター雑貨「ブルービレッジZ」
- アトラクション
  - ガチャガチャコーナー
  - 占い処　さかえこ
  - にがおえShop　星の子
  - Fish Spa

- 放送スタジオ「ベイサイドスーテション」（土日祝日のみ放送）

## センターハウス
- レストラン・喫茶・軽食
  - フードコート「シーサイドオアシス」
    - ロッテリアハンバーガー - 各種クーポンは一切利用不可。メニューも他店舗とは異なる。
    - レディーボーデンアイスクリームショップ
    - カレーハウス
    - 横浜八景楼
    - スパゲティー&ピザ
    - カフェ&スナック
    - フライドチキン
    - うどん おにぎり どん太鼓
    - ユニークなスイーツ「コバラカフェ」
    - ファミレス「ブーズカフェ」
    - ショップ
    - マリングッズ「アクアブルー」
    - オリジナルグッズ「アクアミュージアムショップ」（アクアミュージアム外にあるため、入店に際してチケットは不要）
    - 株式会社 横浜八景島（シーパラダイス運営会社）
    - サービスセンター（救護センター、迷子センター、ベビーカー貸し出し、車いす貸し出し）

## オープンマーケット
- 軽食
  - お食事処「アジウエル」
  - 焼きたてパニーニのお店「ブリーズ」

## その他施設
レディスポリス（2021年3月終了）
- 「シーパラのご案内役」としてアクアミュージアム前広場、オープンマーケット、マリンゲートの各インフォメーションで案内、島内の情報番組「ベイサイドステーション」のMCも担当している。季節によって制服が変わる。

- シーパラシー太のイベントでダンサーやエンターテイナーも担当している。

アクアミュージアム前広場
- 軽食
  - 60種類以上のクレープ「マリオンクレープ」
  - ソフトクリーム・ポテト「ドルフィン」
  - コーヒー「ケーブルカーコーヒー」

- ショップ
  - オリジナルグッズ「ファンタジーショップ」（ドルフィンファンタジー内。入店に際して水族館チケットが必要）

SEA PARADISE BOAT ACADEMY（旧海上レストラン センプリチェ）
- ボート教習所「シーパラダイスボートアカデミー」（株式会社ヤマハ藤田が運営するボート、ジェットスキーの教習所）

ふれあいラグーン内
- オリジナルグッズ「フレンディア」（入店に際して水族館チケットが必要）

ホテル
- 「ホテル　シーパラダイス・イン」全28室（ファミリータイプ20室・ツインルーム8室）
- レストラン「ラグーンヒル」(団体客、宿泊客朝食専用)

マリーナ
シーパラダイスマリーナ（株式会社横浜八景島）
以前は30 - 50フィートクラスのヨットやクルーザー約200艇収容するマリーナとして営業していたが、現在は一時係留のみ対応している。また、ヤマハ発動機が運営するレンタルボート施設「マリンクラブ・シースタイル」会員向けのレンタルも提供していた。
八景島マリーナ（社団法人横浜港振興協会）
ディンギー（小型ヨット）約300艇、レスキュー艇約15艇収容。クラブハウス（延床面積3,800m2）併設

スペースシャトル・ガーデン
1994年の夏に実物大のスペースシャトルオービタが展示された。

## アクセス
- 電車
  - シーサイドライン（八景島駅）
- 車
  - 国道357号
  - 横浜横須賀道路（並木IC）
  - 首都高速湾岸線（幸浦IC）
- バス
  - 京浜急行バス…「金沢文庫駅」（文17・18・19系統） - 「八景島入口」下車 徒歩5分
  - 京浜急行バス…「横浜駅東口（YCAT）」（高速バス「横浜駅（YCAT）・みなとみらい地区～横浜・八景島シーパラダイス線」）- 終点「横浜・八景島シーパラダイス」下車
  - 関東バス…「柳沢駅・関東バス武蔵野営業所・吉祥寺駅・高井戸駅」（「吉祥寺～横浜・八景島シーパラダイス 直行バス」）- 終点「横浜・八景島シーパラダイス」下車
- 船
  - パラダイスライン（横浜みなとみらい21ぷかりさん橋より、コーストウェイズが運航。2001年以降運休中）
  - シーパラダイスマリーナには、ビジターバースも設けられている。

## 八景島開発経緯

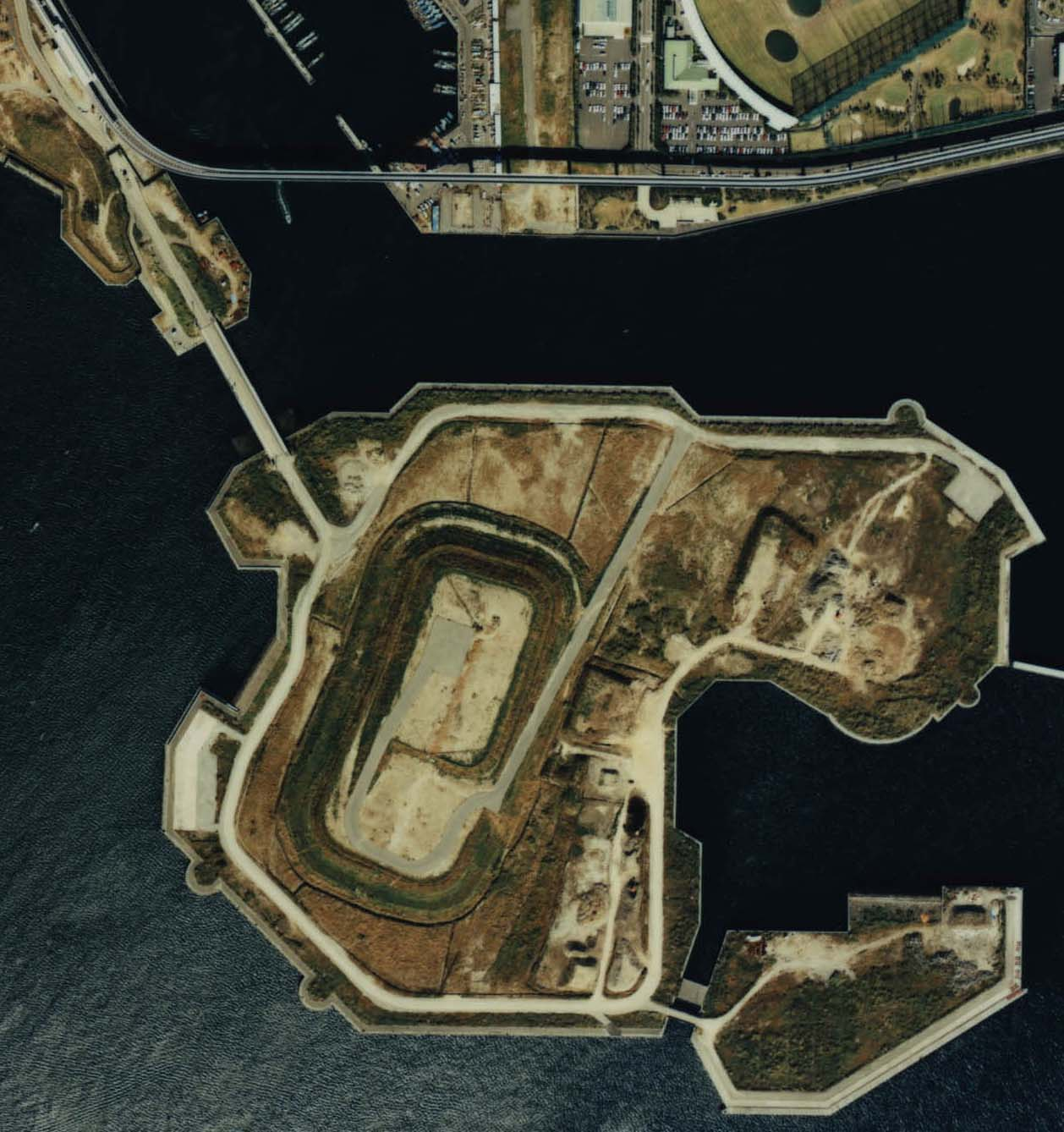
1988年度撮影の航空写真。

- 1965年2月 「都市づくりの将来計画の構想（六大事業）」発表
- 1968年7月 「金沢地先埋立事業」の決定
- 1971年2月 「海の公園基本構想」発表
- 同年3月 「金沢地先埋立事業」工事着手
- 1973年1月 海の公園地区埋立免許申請（1974年3月 免許取得）
- 1980年2月 八景島護岸工事着手
- 1985年4月 八景島埋立竣工
- 1986年11月 「海の公園島部（八景島）開発基本構想」策定
- 同年11月-12月 八景島に関する市民アンケート調査
- 1987年度 「八景島開発事業提案競技」の実施
- 1988年3月 同優秀案決定（西武不動産他8社）
- 1990年2月 株式会社横浜八景島設立
- 同月 「八景島開発事業基本計画」策定
- 同年4月 「八景島開発事業基本協定」締結
- 1990年度 施設整備工事着手
- 1992年度 同工事竣工
- 1993年5月8日 横浜・八景島シーパラダイス オープン

## 主な撮影

### 映画
- ウルトラマンティガ THE FINAL ODYSSEY
- ゴジラ×メカゴジラ - 劇中で水族館が破壊されるシーンが存在する。
- 名探偵コナン 探偵たちの鎮魂歌（「ミラクルランド」のモデル。EDにサーフコースターの実写が登場する）
- ヘルタースケルター
- 名探偵コナン 純黒の悪夢（劇中の東都水族館のある島のモデル）
- 今夜、世界からこの恋が消えても - 透と真織のデートの場所。

### テレビ番組
- ビーロボカブタック（エンディングテーマのフィルム）
- オー!マイ・ガール!!
- 二千年の恋
- 蘇える金狼
- 7人の女弁護士
- けものみち
- 野ブタ。をプロデュース
- 危険なアネキ
- 1リットルの涙
- ラストクリスマス
- 海猿
- 君が望む永遠
- スローダンス
- 超星神グランセイザー
- 仮面ライダーシリーズ
- 金田一少年の事件簿（「怪盗紳士の殺人」の作中、アクアミュージアムのシロイルカが盗まれる）
- ケータイ刑事銭形海2ndシリーズ
- 絶対彼氏 〜完全無欠の恋人ロボット〜
- イノセント・ラブ
- メイちゃんの執事
- 神の雫
- 余命1ヶ月の花嫁
- セイウチ・ビジネス・スタジアム - ロケの他、飼育動物が番組キャストとして出演。
- 探偵オペラ ミルキィホームズ 第2期
- 好きな人がいること
- run for money 逃走中 - 2016年10月9日、2020年10月11日、2023年4月9日放送ロケ地。2016年の放送では正式名称の他「どうぶつ島」とも呼ばれた。
- ネメシス

他